# O Auto da Compadecida 2
O Auto da Compadecida 2 é um filme brasileiro com estreia em 25 de dezembro de 2024, baseado na peça teatral Auto da Compadecida de 1955 de Ariano Suassuna. Trata-se da continuação do primeiro filme, lançado em 2000. O elenco inclui, dentre novos nomes, o trio formado por Matheus Nachtergaele, Selton Mello e Virginia Cavendish reprisando seus papéis de João Grilo, Chicó e Rosinha, respectivamente.
Foi produzido pela Conspiração e H2O Produções,e coproduzido pela Claro,com o patrocínio da Santa Helena,Itaú,Tiktok,NU,Emiliano,Prefeitura do Rio,e patrocínio master da Brahma e Instituto Cultural Vale,e distribuído pela H2O Films.
Foi lançado para os assinantes do Amazon Prime Video Brasil em 28 de fevereiro de 2025, sem custo adicional, após uma parceiria feita entre a H20 Produções e a Conspiração, produtoras do longa, com a Amazon Brasil.

## Enredo
O filme mostra o reencontro de João Grilo e Chicó após 25 anos. João Grilo retorna a Taperoá e percebe que virou uma lenda na região, após Chicó passar anos contando a história de sua ressurreição. Com isso, Grilo, usando toda sua esperteza e astúcia, tenta tirar proveito de sua fama.
A dupla conhece novos personagens, como o radialista Arlindo, o político Coronel Ernani, a socialite Clarabela, o fanfarrão Omar, o trambiqueiro Antônio do Amor e a doce Iracema; além de se reencontrarem com antigos conhecidos como Rosinha e o cangaceiro Joaquim, ex-"cabra" do falecido Severino.

## Elenco
- Matheus Nachtergaele como João Grilo (João Tinoque Serra Negra Júnior),[10] Jesus e Diabo
- Selton Mello como Chicó[11]
- Virginia Cavendish como Maria Rosa Noronha de Brito Morais (Rosinha)[12]
- Taís Araújo como Nossa Senhora da Conceição Aparecida[13]
- Eduardo Sterblitch como Arlindo[14]
- Humberto Martins como Coronel Ernani[15]
- Luís Miranda como Antônio do Amor
- Fabiula Nascimento como Clarabela Catacão
- Enrique Díaz como Joaquim Brejeiro (Cabra)[16]

## Produção
A peça teatral do qual o filme se inspira não teve sequência. Por isso, para se manter no universo de Ariano Suassuna, outras obras do autor como A Farsa da Boa Preguiça serviram de base para o roteiro do novo filme.
O filme foi todo rodado em estúdio, onde a Taperoá de Suassuna foi recriada. Havia uma expectativa de que houvesse filmagens em Cabaceiras – PB (locação do primeiro filme), mas isso não ocorreu. As gravações, na verdade, foram realizadas em estúdio e telas de LED recriaram o cenário nordestino.
As gravações se encerraram em outubro de 2023 e o longa foi lançado em dezembro de 2024.
O primeiro teaser foi lançado no dia 2 de maio de 2024.

## Revelações

##### Chicó é analfabeto
Na nova obra, Chicó é retratado como uma figura pobre que sofreu várias consequências negativas pela condição de analfabetismo. Entre as consequências, o personagem perde Rosinha por nunca ter lido sua carta convidando para fugirem e se enrola com várias dívidas ao radialista e comerciante da cidade. Essa característica reflete uma condição comum entre as populações mais pobres do Nordeste brasileiro, durante boa parte do século XX, como resultado da desigualdade social e cultura de sobrevivência, onde muitos precisavam trabalhar desde cedo para ajudar no sustento da família, não tendo a oportunidade de estudar.

##### Nome de João Grilo
O filme revela que o nome completo do personagem João Grilo do filme é "João Tinoque Serra Negra Júnior". Durante a cena do julgamento, Cristo apresenta João Grilo como filho de João Tinoque Serra Negra e Maria da Paz Tinoque. Esse nome parece ser uma alusão à origem de seu pai, que, tecnicamente, remeteria ao antigo distrito de Serra Negra, na Bahia, uma região historicamente associada aos coronéis, às volantes de Zé Rufino e aos diversos bandos do cangaço. Serra Negra também é próxima ao povoado natal de Maria Bonita, figura emblemática do cangaço. Contudo, o nome pode igualmente fazer referência ao personagem de cordel, o cangaceiro "João Serra Negra". Essa hipótese, porém, é menos provável, já que este é pouco conhecido e implicaria que o pai de João Grilo fosse cangaceiro, algo que não foi sugerido na obra.
Também é revelado que o cangaceiro conhecido apenas como "Cabra", que matou João Grilo no primeiro filme, se chama Joaquim Brejeiro, e seu chefe que morreu no original, Severino, tem sua cova mostrada onde seu nome completo é Severino Batista.

## Recepção

### Bilheteria
No Brasil, foi a maior estreia desde a pandemia de COVID-19, sendo visto por mais de 173 mil pessoas. Teve um recorde de ingressos vendidos na pré-venda e atingiu 1 milhão de espectadores no dia 30 de dezembro de 2024. Ultrapassou 2 milhões de espectadores em 6 de janeiro de 2025, 3 milhões no dia 16 do mesmo mês e 4 milhões em 9 de fevereiro.

### Crítica
Em sua crítica no Cinema com Rapadura, Martinho Neto avaliou com nota 8/10 dizendo que é uma "homenagem que diverte e respeita o clássico". No AdoroCinema, Aline Pereira pontuou o filme com uma nota 3,5/5 e disse que "ainda que questões com o uso dos personagens e decisões técnicas afastem a obra da genialidade da criação de Ariano Suassuna, a sensação é de que nenhum desses problemas é grande o bastante."
Isabela Boscov disse que os roteiristas tentam nesta versão "emular o texto do Ariano Suassuna (...) mas falta aqui aquela compreensão incomparável que o Suassuna tinha desses personagens que ele calcou em tipos reais do Sertão". Waldemar Dalenogare avaliou como "decepcionante" mencionando os aspectos técnicos da produção.
No Omelete, Marcelo Hessel avaliou com uma nota 3/5 dizendo que "o filme assume seu caráter extemporâneo, mas talvez esse lembrete da passagem do tempo e das coisas não seja exatamente o que a audiência procura, se entende o retorno de Auto da Compadecida só como um convite à nostalgia."

## Prêmios e Indicações
| Ano  | Prêmio                                   | Categoria                    | Nomeações                                                | Resultado | Ref.          |
| ---- | ---------------------------------------- | ---------------------------- | -------------------------------------------------------- | --------- | ------------- |
| 2024 | Prêmio APCA de Cinema                    | Melhor Ator                  | Matheus Nachtergaele                                     | Indicado  | [ 32 ] [ 33 ] |
| 2024 | Prêmio APCA de Cinema                    | Melhor Ator                  | Selton Mello                                             | Indicado  | [ 32 ] [ 33 ] |
| 2024 | Prêmio APCA de Cinema                    | Melhor Roteiro               | Guel Arraes, João Falcão, Adriana Falcão e Jorge Furtado | Indicado  | [ 32 ] [ 33 ] |
| 2025 | Prêmio Grande Otelo do Cinema Brasileiro | Melhor Longa de Comédia      | Flávia Lacerda e Guel Arraes                             | Indicado  | [ 34 ]        |
| 2025 | Prêmio Grande Otelo do Cinema Brasileiro | Melhor Ator                  | Matheus Nachtergaele                                     | Indicado  | [ 34 ]        |
| 2025 | Prêmio Grande Otelo do Cinema Brasileiro | Melhor Direção de Fotografia | Gustavo Hadba                                            | Indicado  | [ 34 ]        |
| 2025 | Prêmio Grande Otelo do Cinema Brasileiro | Melhor Figurino              | Emilia Duncan                                            | Indicado  | [ 34 ]        |
| 2025 | Prêmio Grande Otelo do Cinema Brasileiro | Melhor Maquiagem             | Rosemary Paiva                                           | Indicado  | [ 34 ]        |
| 2025 | Prêmio Grande Otelo do Cinema Brasileiro | Melhor Montagem              | Fábio Jordão                                             | Indicado  | [ 34 ]        |
| 2025 | Prêmio Grande Otelo do Cinema Brasileiro | Melhor Efeito Visual         | Claudio Peralta                                          | Indicado  | [ 34 ]        |